# Acrossocheilus malacopterus
Acrossocheilus malacopterus е вид лъчеперка от семейство Шаранови (Cyprinidae).

## Разпространение
Видът е разпространен в Китай (Гуандун, Гуанси, Гуейджоу и Юннан).

## Описание
На дължина достигат до 15,3 cm.